# 엠페로
엠페로는 대한민국의 음악 그룹이다. 2011년 싱글 앨범 [니가 뭔데]로 데뷔했다.

## 음반
- 니가뭔데 (2011)
- Roundabout (2022)